# 貝拉河

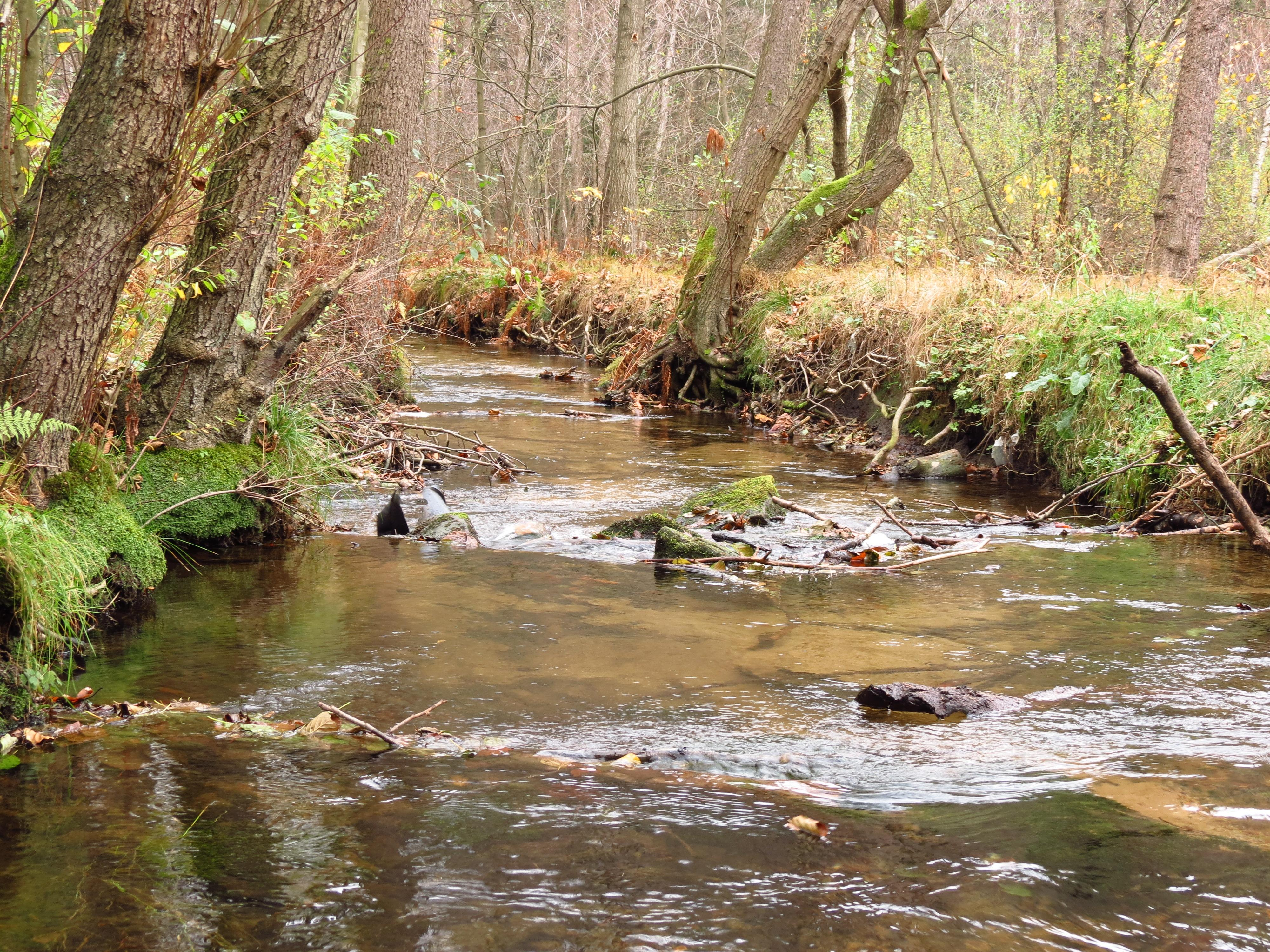

貝拉河是歐洲的河流，流經德國和捷克，屬於易北河的左支流，處於布拉格以北90公里，河道全長18公里，河口處在柯尼希施泰因。